# Дрезденский зоологический музей

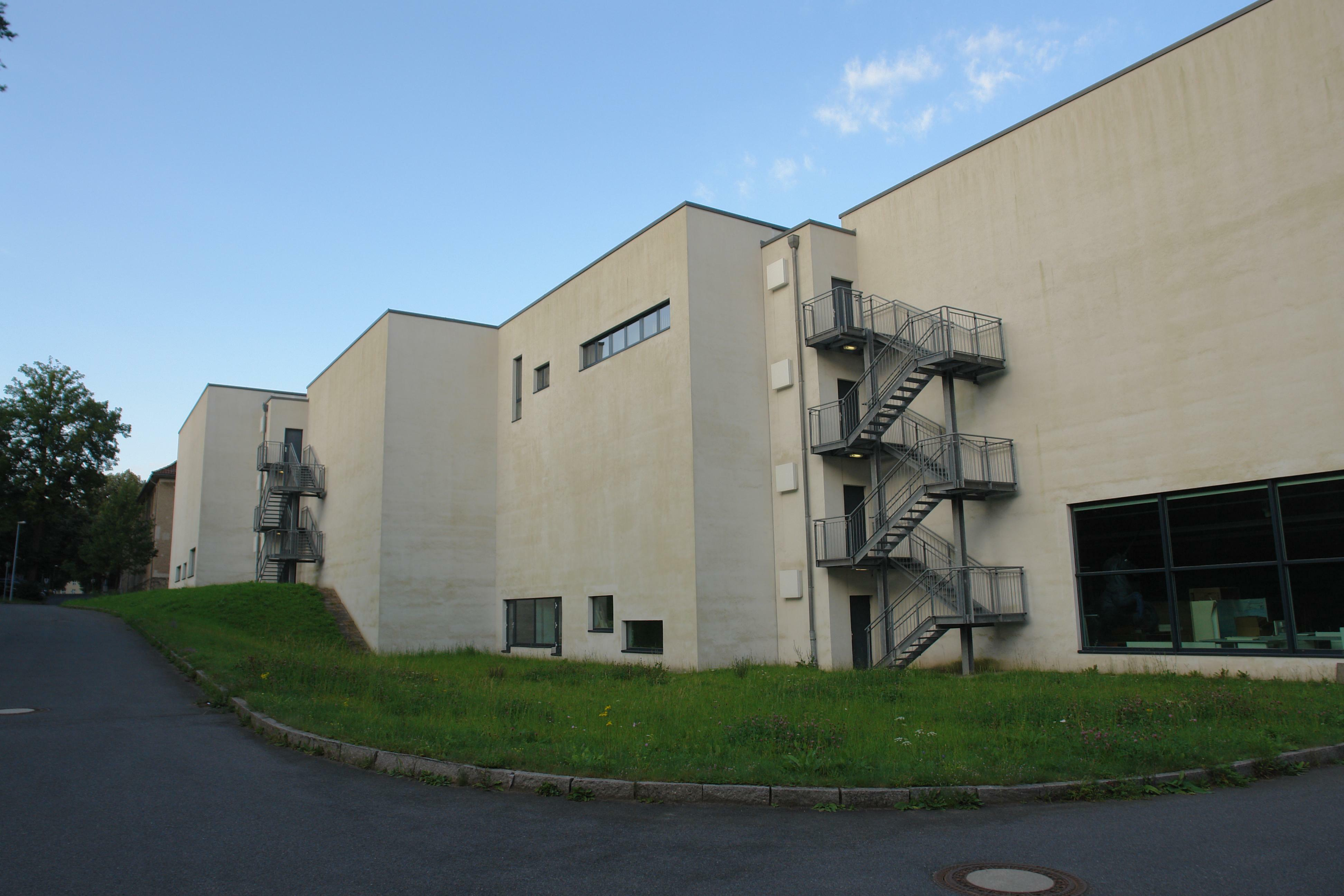
Здание в Klotzsche

Дрезденский зоологический музей (нем. Staatliches Museum für Tierkunde Dresden) — один из самых крупных и старых естественно-исторических музеев Европы. С 2009 года входит в состав Senckenberg Naturhistorische Sammlungen Dresden (Konigsbrucker Landstr. 159
01109, Дрезден).

## История
Своими корнями естественно-историческая коллекция уходит в 16 век. Тогда первые интересные находки из природы собирались в Kunstkabinett у местного курфюрста. Самые старые экспонаты датируются 1587 годом в первом перечне коллекции двора Дрезденского замка-резиденции саксонского курфюрста Августа. Официальной датой открытия музея в Дрездене стал 1728 год, когда решением короля Августа Сильного его коллекция получила соответствующее здание, одно из самых лучших в те годы.
В 1820—1874 годах директором музея (тогда он назывался Königlichen Naturhistorischen Museums и располагался в Цвингере) был знаменитый немецкий натуралист Генрих Готлиб Людвиг Райхенбах. Зоологическая коллекция собрания была почти полностью уничтожена при пожаре Цвингера во время беспорядков 1848—1849 годов, но Райхенбах оказался в состоянии восстановить её в течение нескольких лет. В 1857 году музей снова открылся.
В 1874 году директором музея стал антрополог и этнограф Адольф Бернхард Мейер и через год музей был переименован в Königliches Zoologisches und Anthropologisch-Ethnographisches Museum zu Dresden. Именно Мейер разделял все хранимые объекты на выставочную коллекцию для общественности и на научную коллекцию для исследовательских целей, кроме того, он ввёл защищённые от пыли и огнестойкие шкафы из стали для коллекций.

## Отделы
1. Позвоночные животные — Vertebrata (Wirbeltiere);
2. Насекомые — Entomologie (Insektenkunde);
3. Разное — Evertebrata varia (Беспозвоночные животные за исключением насекомых);
4. Препараторская, позволяющая работать с животными любых размеров (включая слонов);
5. Молекулярно-генетическая лаборатория, которая производит анализ тканей и клеток поступивших препаратов;
6. Библиотека музея (примерно 60 000 томов и 60 000 прочих единиц хранения), одна из крупнейших зоологических специализированных библиотек Германии и Европы.

## Коллекции
В музее содержится более 6 млн зоологических препаратов, из них позвоночные животные (млекопитающие, птицы, амфибии, рептилии, рыбы) представлены более 231 000 объектами. В собрании коллекций насекомых содержится много типовых экземпляров. Например, коллекция жуков в Дрезденском музее насчитывает примерно 2,5 миллиона экземпляров и около 80 000 видов.
Среди уникальных экспонатов: почти полные скелеты стеллеровой коровы (Hydrodamalis gigas), сумчатого волка (Thylacinus cynocephalus), Moa (Dinornis), бескрылой гагарки (Alca impennis), каролинского попугая (Conuropsis carolinensis), странствующие голуби (Ectopistes migratorius) и многие другие. Музей хранит крупнейшую коллекцию из 30 000 птичьих яиц немецкого орнитолога Вольфганга Макача, коллекцию палеарктических бабочек энтомолога Отто Штаудингера.

## Издания
Музеем публикуются журналы и справочники.
- Arthropod systematics & phylogeny (eISSN 1864-8312, internet, ISSN 1863-7221, print) — научный журнал по проблемам таксономии, морфологии, анатомии, филогении, биогеографии и палеонтологии членистоногих, главным образом, насекомых. Ранее, в 1962—2006 гг журнал назывался Entomologische Abhandlungen (ISSN 0373-8981).[3]
- Vertebrate zoology (бывший Zoologische abhandlungen; 1961-)[4]
- Faunistische abhandlungen (1963-)[5]
- Mollusca (бывший Malakologische abhandlungen; 1964-)[6]